# Hapaline
Hapaline, biljni rod iz porodice kozlačevki smješten u tribus Caladieae, dio potporodice Aroideae. 
Rodu pripada osam vrsta malenih gomoljastih geofita koji rastu na šumkom tlu u tropskoj kišnoj šumi na šumskom tlu ili naslagama humusa na vapnenačkim ili bazaltnim stijenama.. 
Rod je raširen od južne Kine preko Indokine do Bornea na jugu.

## Vrste
1. Hapaline appendiculata Ridl.
2. Hapaline benthamiana Schott
3. Hapaline brownii Hook.f.
4. Hapaline celatrix P.C.Boyce
5. Hapaline colaniae Gagnep.
6. Hapaline ellipticifolia C.Y.Wu & H.Li
7. Hapaline kerrii Gagnep.
8. Hapaline locii V.D.Nguyen & Croat

## Sinonimi
- Hapale Schott